# 格里梅靈豪森巴赫河
51°5′15.6″N 7°32′39.2″E / 51.087667°N 7.544222°E
格里梅靈豪森巴赫河（德語：Griemeringhauser Bach），是德國的河流，位於該國西部，流經北萊茵-威斯特法倫州，屬於伍珀河的右支流，河道全長0.7公里，河畔城鎮有馬林海德。